# گوردون پارکس
گوردون پارکس (انگلیسی: Gordon Parks; ۳۰ نوامبر ۱۹۱۲ – ۷ مارس ۲۰۰۶) کارگردان و عکاس اهل ایالات متحده آمریکا بود. از فیلم‌هایش می‌توان به «درخت آموزش» (۱۹۶۹) و «شَفت» (۱۹۷۱) را نام برد.
او نخستین کارگردان سیاه‌پوست آمریکایی است که برای استودیوهای بزرگ کار کرد. همچنین وی از عکاسان پروژه اداره حفاظت از مزارع (FSA) بود.